# Лох-Арбор (Нью-Джерсі)
Лох-Арбор (англ. Loch Arbour) — селище (англ. village) в США, в окрузі Монмаут штату Нью-Джерсі. Населення — 224 особи (2020).

## Географія
Лох-Арбор розташований за координатами 40°13′56″ пн. ш. 74°0′0″ зх. д. / 40.23222° пн. ш. 74.00000° зх. д. (40.232296, -74.000008).  За даними Бюро перепису населення США в 2010 році селище мало площу 0,36 км², з яких 0,26 км² — суходіл та 0,10 км² — водойми.

### Клімат
| Клімат : Лох-Арбор      | Клімат : Лох-Арбор | Клімат : Лох-Арбор | Клімат : Лох-Арбор | Клімат : Лох-Арбор | Клімат : Лох-Арбор | Клімат : Лох-Арбор | Клімат : Лох-Арбор | Клімат : Лох-Арбор | Клімат : Лох-Арбор | Клімат : Лох-Арбор | Клімат : Лох-Арбор | Клімат : Лох-Арбор | Клімат : Лох-Арбор |
| Показник                | Січ.               | Лют.               | Бер.               | Квіт.              | Трав.              | Черв.              | Лип.               | Серп.              | Вер.               | Жовт.              | Лист.              | Груд.              | Рік                |
| Середній максимум, °C   | 4,4                | 5,9                | 9,5                | 14,8               | 20,1               | 25,2               | 28,2               | 27,6               | 24,1               | 18,3               | 12,9               | 7,3                | 16,6               |
| Середня температура, °C | 0,3                | 1,6                | 4,9                | 10,2               | 15,5               | 20,8               | 23,8               | 23,3               | 19,7               | 13,6               | 8,5                | 3,2                | 12,2               |
| Середній мінімум, °C    | −3,9               | −2,8               | 0,4                | 5,5                | 10,9               | 16,3               | 19,5               | 18,9               | 15,2               | 8,8                | 4,1                | −1                 | 7,7                |
| Норма опадів, мм        | 92                 | 78                 | 99                 | 106                | 98                 | 91                 | 119                | 121                | 92                 | 101                | 98                 | 102                | 1197               |
| Вологість повітря, %    | 64.6               | 61.5               | 60.5               | 61.8               | 66.0               | 70.0               | 69.9               | 71.2               | 71.3               | 69.4               | 67.3               | 65.0               | 66.6               |
| ----------------------- | ------------------ | ------------------ | ------------------ | ------------------ | ------------------ | ------------------ | ------------------ | ------------------ | ------------------ | ------------------ | ------------------ | ------------------ | ------------------ |
| Джерело: PRISM          |                    |                    |                    |                    |                    |                    |                    |                    |                    |                    |                    |                    |                    |

## Демографія
Згідно з переписом 2010 року, у селищі мешкали 194 особи в 82 домогосподарствах у складі 53 родин. Було 159 помешкань
Расовий склад населення:
| - 94,8 % — білих - 1,5 % — чорних або афроамериканців - 1,5 % — азіатів |

До двох чи більше рас належало 1,5 %. Частка іспаномовних становила 3,6 % від усіх жителів.
За віковим діапазоном населення розподілялося таким чином: 19,6 % — особи молодші 18 років, 64,9 % — особи у віці 18—64 років, 15,5 % — особи у віці 65 років та старші. Медіана віку мешканця становила 49,0 року. На 100 осіб жіночої статі у селищі припадало 102,1 чоловіків;  на 100 жінок у віці від 18 років та старших — 108,0 чоловіків також старших 18 років.
Середній дохід на одне домашнє господарство  становив 180 354 долари США (медіана — 112 500), а середній дохід на одну сім'ю — 214 995 доларів (медіана — 136 250). За межею бідності перебувало 0,5 % осіб, у тому числі 0,0 % дітей у віці до 18 років та 0,0 % осіб у віці 65 років та старших.
Цивільне працевлаштоване населення становило 103 особи. Основні галузі зайнятості: освіта, охорона здоров'я та соціальна допомога — 30,1 %, науковці, спеціалісти, менеджери — 19,4 %, фінанси, страхування та нерухомість — 15,5 %.